# Pietrino Manca
Pietrino Manca (Calangianus, 1927 – Cagliari, 25 gennaio 2001) è stato un fisico italiano.

## Biografia
Dopo aver studiato Chimica all'Università di Cagliari ed essersi laureato nel 1951, è diventato professore di Struttura della Materia all'Università di Cagliari e direttore del Dipartimento di Fisica dello stesso ateneo. Viene considerato come uno dei fondatori della moderna Fisica della materia in Italia. È l'autore di un articolo nel 1961 che descriveva la relazione tra energia del gap ed energia di legame nei semiconduttori, poi chiamata "Manca's relation".. Per i suoi studi è stato insignito della medaglia Kurnakov dell'Accademia delle Scienze dell'URSS (Unione delle Repubbliche Socialiste Sovietiche) nel 1980.